# Аннамурадов, Ягмурмурад Куланмурадович
Ягмурмурад Куланмурадович Аннамурадов (туркм. Ýagmyrmyrat Annamyradow; 19 октября 1982, Туркменская ССР, СССР) — туркменский футболист, защитник клуба «Балкан» и сборной Туркменистана.

## Карьера
Начал свою профессиональную карьеру в 2002 году в составе команды «Копетдаг». В Чемпионате Туркменистана выступал так же за «Асудалык», МТТУ и «Мерв». В 2007 году переехал в Узбекистан и подписал контракт с «Навбахором». В 2009 вернулся в Туркменистан, выступал за МТТУ. С 2010 игрок «Балкана», является капитаном команды. В 2013 году в составе «Балкана» стал обладателем Кубка президента АФК 2013.

## Карьера в сборной

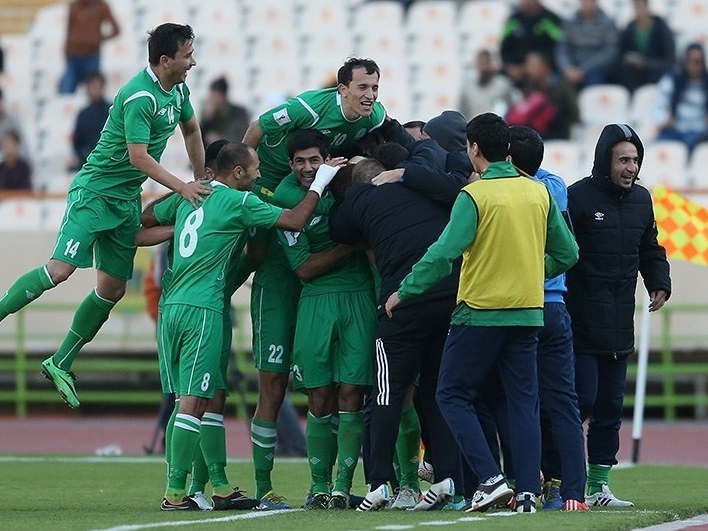
Аннамурадов (в чёрной куртке справа) радуется голу в ворота сборной Ирана

В составе национальной сборной Туркменистана играет с 2007 года и за это время играл в составе сборной в 11 матчах.

## Достижения
«Балкан»
- Серебряный призёр чемпионата Туркменистана: 2015
- Победитель Кубка президента АФК: 2013